# Daniel Lemashon Salel
Daniel Lemashon Salel (11 dicembre 1990) è un ex mezzofondista keniota.

## Palmarès
| Anno | Manifestazione          | Sede        | Evento        | Risultato | Prestazione | Note                          |
| ---- | ----------------------- | ----------- | ------------- | --------- | ----------- | ----------------------------- |
| 2007 | Mondiali allievi        | Ostrava     | 3000 m piani  | Oro       | 7'57"18     | Miglior prestazione personale |
| 2010 | Giochi del Commonwealth | Nuova Delhi | 10000 m piani | Argento   | 27'57"57    |                               |

## Campionati nazionali
2012
- 6º ai campionati kenioti, 5000 m piani - 13'47"2

## Altre competizioni internazionali
2009
- 9º al Meeting de Paris ( Parigi), 3000 m piani - 7'44"39
- 6º alla Golden Spike ( Ostrava), miglio - 3'54"72

2010
- 13º ai Bislett Games ( Oslo), 5000 m piani - 13'08"28
- 8º al Prefontaine Classic ( Eugene), 5000 m piani - 13'09"80
- 8º alla Golden Spike ( Ostrava), 3000 m piani - 7'38"91
- Oro al Memorial Primo Nebiolo ( Torino), 5000 m piani - 13'12"46

2011
- 19º al Prefontaine Classic ( Eugene), 10000 m piani - 28'04"63
- 11º all'Adidas Grand Prix ( New York), 5000 m piani - 13'19"51

2012
- 12º al Memorial Van Damme ( Bruxelles), 10000 m piani - 27'45"93
- 12º allo Shanghai Golden Grand Prix ( Shanghai), 5000 m piani - 13'21"27

2013
- Argento alla Mezza maratona di Boston ( Boston) - 1h00'41"
- Argento alla Mezza maratona di Parigi ( Parigi) - 1h01'34"
- 18º alla World 10K Bangalore ( Bangalore) - 30'25"

2014
- Argento alla Mezza maratona di Boston ( Boston) - 1h01"48"
- 7º alla Mezza maratona di Parigi ( Parigi) - 1h01'42"
- 8º alla World 10K Bangalore ( Bangalore) - 29'28"

2015
- Oro alla Mezza maratona di Boston ( Boston) - 1h00'56"

2016
- Oro alla Mezza maratona di Boston ( Boston) - 1h03'13"

2017
- 10º alla Maratona di Singapore ( Singapore) - 2h28'10"
- Oro alla Mezza maratona di Boston ( Boston) - 1h04'31"

2018
- 4º alla Mezza maratona di Boston ( Boston) - 1h03'20"

2019
- 6º alla Mezza maratona di Madrid ( Madrid) - 1h02'59"
- 14º alla Mezza maratona di Boston ( Boston) - 1h04'58"